# 勝手にシンドバッド (嘉門達夫の曲)
「勝手にシンドバッド」（かってにシンドバッド）は、嘉門タツオ（旧名・嘉門達夫）の通算12枚目のシングル。1990年7月4日にビクター音楽産業から発売された。

## 解説
サザンオールスターズの「勝手にシンドバッド」を替え歌で歌っている。曲やメロディは同じだが、歌詞は全く異なり、大半は歌ではなくラップ調のセリフである。内容は若い男女の夏の海岸のナンパ物語で、1番は昼間の海岸で男が女に声をかける軽薄で月並みなやりとり、2番は夜の海岸で花火をやって次第にしんみりするシーンとなっている。
嘉門によると、この曲はファット・ボーイズによるビーチ・ボーイズのカバーの日本版をやろうとしたものだという。嘉門が自身の名づけ親である桑田佳祐に曲を伝えたところ、桑田は嘉門を一喝したものの、渋々CD発売を認めたそうである。C/W曲の「夏のサマー」は完全なオリジナル曲だが、歌詞のいたるところでTUBEに関連するキーワードをもじっている（「ストップ・ザ・レーズン・イン・ザ・パン」など）。

## 収録曲
1. 勝手にシンドバッド
  - 作詞：桑田佳祐・嘉門達夫 作曲：桑田佳祐 編曲：工藤隆
2. 夏のサマー
  - 作詞・作曲：嘉門達夫 編曲：工藤隆
3. 勝手にシンドバッド（カラオケ）
4. 夏のサマー（カラオケ）